# Гірські ліси Північно-Західних Анд
Гірські ліси Північно-Західних Анд (ідентифікатор WWF: NT0145) — неотропічний екорегіон тропічних та субтропічних вологих широколистяних лісів, розташований в Андах на заході Колумбії та Еквадору.

## Географія
Екорегіон гірських лісів Північно-Західних Анд простягається на 1350 км з півночі на південь уздовж західних схилів Колумбійських та Еквадорських Анд. На півночі він охоплює гори Кордильєри-Оксиденталь або Західного хребта — одного з трьох хребтів Колумбійських Анд, відділеного від Центрального хребта долиною Кауки. На півдні Колумбії Західний та Центральний хребти поєднуються у вузлі Нудо-де-лос-Пастос, а південніше, в Еквадорі, знову розділяються на Кордильєру-Оксиденталь та Кордильєру-Реаль.
Гори Західного хребта Колумбійських Анд є нижчими та вужчими, ніж гори Центрального та Східного хребтів. Їх найвищою вершиною є Серро-Татама заввишки 4100 м. Натомість, хоч гори Західного хребта Еквадорських Анд є нижчими та менш розчленованими, ніж гори Кордильєри-Реаль, вони включають кілька вражаючих вулканічних масивів, зокрема вулкан Чимборасо заввишки 6263 м, найвищу гору Еквадору, та активний вулкан Пічинча заввишки 4784 м. На східних схилах Пічинчи розташована столиця Еквадору Кіто, друге за населенням місто країни, в якому проживає майже 2 мільйони людей.
У передгір'ях на заході гірські ліси екорегіону переходять у вологі ліси Чоко та Дар'єну та у вологі ліси Західного Еквадору, які простягаються вздовж тихоокеанського узбережжя Колумбії та Еквадору, а в горах і міжгірських долинах на сході — у гірські ліси долини Кауки та у гірські ліси Кордильєри-Реаль. На північному кінці Західного хребта Колумбійських Анд екорегіон межує з вологими лісами Магдалени та Ураби. Ліси, поширені у посушливій міжгірській долині Патії на півдні Колумбії, є частиною окремого екорегіону сухих лісів долини Патії, а найвищі гірські вершини Кордильєри-Орієнталь — екорегіону північноандійського парамо.

## Клімат
На низьких висотах екорегіону переважає екваторіальний клімат (Af за класифікацією кліматів Кеппена), а на великих висотах — високогірний субтропічний клімат (Cfb за класифікацією Кеппена). Середньорічна кількість опадів в регіоні коливається від 2000 до 4000 мм, але на великих висотах вона може знижуватися до 1000–2000 мм. 
Клімат регіону змінювався протягом четвертинного періоду внаслідок чергування льодовикових та міжльодовикових періодів. Під час льодовикових періодів клімат ставав посушливішим, а середня температура падала на 2-8 °C. У ці періоди вологі ліси відступали до рефугіумів, а площа сухих лісів розширювалася. Під час міжльодовикових періодів, таких як сучасна епоха, тепліший та вологіший клімат сприяв розширенню площі вологих лісів та відступу сухих лісів до рефугіумів у посушливих міжандійських долинах. Результатом цих коливань була постійна еволюція та стабільне видоутворення, що призвели до високого біорізноманіття та рівня ендемізму в регіоні.

## Флора
В межах екорегіону зустрічаються різні лісові угруповання, розподіл яких залежить від висоти над рівнем моря. На висоті від 1000 до 2000 м над рівнем моря в горах Західного хребта поширені передгірські ліси. Вище, на висоті від 200 до 2800 м над рівнем моря, поширені низькогірські ліси або субандійські ліси. Лісовий намет в них розташований на висоті 25 м над землею або вище і зазвичай стає нижчим зі збільшенням висоти. 
На висоті від 2800 до 4000 м над рівнем моря поширені високогірні хмарні ліси, лісовий намет у яких розташований на висоті 15-20 м над землею. Підлісок у цих лісах дуже густий, а дерева вкриті різноманітними епіфітами, зокрема численними ендемічними видами мохів та папоротей, а також представників родин Кліщинцеві (Araceae), Бромелієві (Bromeliaceae), Меластомові (Melastomataceae) та Зозулинцеві (Orchidaceae). 
Серед дерев, поширених в гірських лісах Північно-Західних Анд, слід відзначити колумбійський дуб (Quercus humboldtii), єдиний вид дубів, що росте в Південній Америці, а також споріднений з дубами колумбійський чорнодуб (Trigonobalanus excelsa), найближчі живі родичі якого ростуть у Південно-Східній Азії, та андійський горіх (Juglans neotropica). 
Загалом флора екорегіону характеризується високим різноманіттям. На одній ділянці площею 1 га може зростати до 300 різних видів рослин. Близько 50 % місцевої флори є ендеміками.

## Фауна
Серед великих ссавців, поширених в лісах регіону, слід відзначити гірського тапіра (Tapirus pinchaque), ошийникового пекарі (Dicotyles tajacu), американську мазаму (Mazama americana), буроголову коату (Ateles fusciceps), рудого ревуна (Alouatta seniculus), бурогорлого лінивця (Bradypus variegatus), пуму (Puma concolor), ягуара (Panthera onca) та очкового ведмедя (Tremarctos ornatus), а серед менших ссавців — північного пуду (Pudella mephistophiles), чорно-білого капуцина (Cebus capucinus), сірочереву нічну мавпу (Aotus lemurinus), оцелота (Leopardus pardalis), онцилу (Leopardus tigrinus), пакарану (Dinomys branickii), гірську паку (Cuniculus taczanowskii), центральноамериканського агуті (Dasyprocta punctata), рудохвосту вивірку (Sciurus granatensis), малого лісового рисового хом'яка (Microryzomys minutus) та андійського біловухого опосума (Didelphis pernigra).
Ендеміками екорегіону є нічні мавпи Ернандеса (Aotus jorgehernandezi) та рисові хом'яки Хеммонда (Mindomys hammondi), а майже ендемічними його представниками — сірорукі нічні мавпи (Aotus griseimembra), колумбійські ласиці (Neogale felipei), олінгіто (Bassaricyon neblina), андійські вивірки (Sciurus pucheranii), західні карликові вивірки (Microsciurus mimulus), попелясточереві андійські миші (Thomasomys cinereiventer), шовковисті андійські миші (Thomasomys bombycinus), попаянські андійські миші (Thomasomys popayanus), темноногі гірські миші (Handleyomys fuscatus), колумбійські трав'яні миші (Akodon affinis), лускатолапі дрібновухі мідиці (Cryptotis squamipes), малі волохаті мишачі опосуми (Marmosa phaea), сірочереві ценолести (Caenolestes caniventer) та північні ценолести (Caenolestes convelatus).
Серед поширених в екорегіоні птахів слід відзначити вогнистогруду пенелопу (Chamaepetes goudotii), коста-риканського голуба (Patagioenas subvinacea), фіолетоволобого колібрі-лісовичка (Thalurania colombica), синьохвостого колібрі-білогуза (Chalybura buffonii), біловолого колібрі-інку (Coeligena torquata), бронзового колібрі-інку (Coeligena coeligena), смугастогрудого канюка (Morphnarchus princeps), андійського сичика-горобця (Glaucidium jardinii), червоногузого тукана (Aulacorhynchus haematopygus), андійського квезаля (Pharomachrus auriceps), колумбійського аратингу (Psittacara wagleri), андійського папугу (Leptosittaca branickii), андійського гребнечуба (Rupicola peruvianus), лісового батарито (Dysithamnus mentalis), гірського дереволаза (Lepidocolaptes lacrymiger), середнього дереволаза-міцнодзьоба (Xiphocolaptes promeropirhynchus), еквадорського птаха-гончара (Thripadectes virgaticeps), чорно-зеленого плодоїда (Pipreola riefferii), смугастоволого тирана (Myiodynastes chrysocephalus), андійського тирана-інку (Leptopogon superciliaris), мухоїда-білозора (Myiotriccus ornatus), сивого піві (Contopus fumigatus), рудого пікоплано (Rhynchocyclus fulvipectus), андійського віреона (Vireo leucophrys), колумбійського віреона (Cyclarhis nigrirostris), андійського тріскопліта (Cyphorhinus thoracicus), зелену паю (Cyanocorax yncas), андійського дрозда (Turdus serranus), золотолобу гутураму (Euphonia xanthogaster), синьошийого органіста (Chlorophonia cyanea), іржасту коноту (Psarocolius angustifrons), синьоголову саяку (Sporathraupis cyanocephala), жовтоголову танагру (Tangara xanthocephala), золоту танагру (Tangara arthus) та гірську танагру-короткодзьоба (Buthraupis montana).
Ендеміками екорегіону є еквадорські токро (Odontophorus melanonotus), синьогруді еріони (Eriocnemis mirabilis), чорні еріони (Eriocnemis nigrivestis), колумбійські еріони (Eriocnemis isabellae), синьогорлі еріони (Eriocnemis godini), аметистовогорлі колібрі-інки (Coeligena wilsoni), західні колібрі-смарагди (Chlorostilbon melanorhynchus), еквадорські колібрі-німфи (Heliangelus strophianus), строкатодзьобі андигени (Andigena laminirostris), еквадорські котори (Pyrrhura orcesi), жовтогруді мурашниці (Grallaria flavotincta), еквадорські тапакуло (Scytalopus robbinsi), татаманські тапакуло (Scytalopus alvarezlopezi), наріно (Scytalopus vicinior), вогнистоволі плодоїди (Pipreola jucunda), світлокрилі віреони (Vireo masteri), великі тріщуки (Henicorhina negreti), чорні кларіно (Entomodestes coracinus), світлоголові заросляки (Atlapetes pallidiceps), золотоголові заросляки (Atlapetes crassus), танагрові вівсянки (Oreothraupis arremonops), чорногорлі андагри (Anisognathus notabilis) та синьощокі аркеї (Bangsia edwardsi), а майже ендемічними його представниками — каштанові токро (Odontophorus hyperythrus), смугасті таязури (Neomorphus radiolosus), гачкодзьобі колібрі (Androdon aequatorialis), колумбійські колібрі-інки (Coeligena orina), білогорлі колібрі-капуцини (Schistes albogularis), рудочереві колібрі-аметисти (Philodice mitchellii), сірі добаші (Picumnus granadensis), сірощокі кабезони (Semnornis ramphastinus), колумбійські рарії (Micrastur plumbeus), вусаті мурашниці (Grallaria alleni), еквадорські мурашниці (Grallaria gigantea), смугасточереві сорокуші (Thamnophilus multistriatus), західні покривники (Sipia nigricauda), брунатні покривники (Percnostola zeledoni), червоноголові манакінчики (Machaeropterus deliciosus), колумбійські птахи-гончарі (Thripadectes ignobilis), чокоанські тирани-малюки (Zimmerius albigularis), великі тріщуки (Henicorhina negreti), чокоанські коронники (Myiothlypis chlorophrys), сірогруді зеленники (Chlorospingus semifuscus), золотолобі чернітки (Myioborus ornatus), довгочубі габії (Habia cristata), бірюзові цукристи (Dacnis hartlaubi), золотогорлі блакитнарі (Iridosornis porphyrocephalus), колумбійські аркеї (Bangsia melanochlamys), золотощокі аркеї (Bangsia aureocincta), західні зеленярі (Sphenopsis ochracea), рудогорлі танагри (Ixothraupis rufigula), вохристоволі танагри-широкодзьоби (Chlorothraupis stolzmanni), зелені танагри-білозори (Chlorochrysa phoenicotis) та колумбійські танагри-білозори (Chlorochrysa nitidissima).
Герпетофауна екорегіону включає низку ендемічних та рідкісних видів амфібій, зокрема какаову жабу-розбійника (Pristimantis cacao) і чокоанську коротконогу жабу (Atelopus chocoensis), та плазунів, зокрема західну земляну змію (Atractus occidentalis) і тропічну андійську ящірку (Andinosaura oculata).

## Збереження
Значна частина лісів на західних схилах Колумбійських та Еквадорських Анд була знищена та замінена на кавові плантації та інші сільськогосподарські угіддя, а їх залишки є значно фрагментованими. Тим не менш, у високогір'ях регіону збереглися ділянки незайманих лісів, які підтримують багату фауну. Основними загрозами для збереження природи регіону є розвиток сільського господарства, гірничодобувної промисловості та інфраструктури, а також лісозаготівля.
Оцінка 2017 року показала, що 11 169 км², або 14 % екорегіону, є заповідними територіями. Природоохоронні території включають: Національний природний парк Парамільйо, Національний природний парк Лас-Оркідеас, Національний природний парк Татама, Національний природний парк Пурасе та Національний природний парк Мунчіке в Колумбії, а також Національний парк Каямбе-Кока, Національний парк Сангай, Національний парк Котопахі, Національний парк Кахас та Екологічний заповідник Котопахі-Каяпас в Еквадорі. У 1983 році Національний парк Сангай був внесений до списку Світової спадщини ЮНЕСКО.